# Хомутовская
Хомутовская — станица в Кагальницком районе Ростовской области. Административный центр Хомутовского сельского поселения.

## География
Расположена в 19 км к северо-северо-западу от станицы Кагальницкой и в 25 км к восток-юго-востоку от Батайска.

## История
Основана в 1842 году на балке Мокрый Батай под названием хутор Мокробатайский. Переименована в станицу Хомутовская в 1873 году.

## Население
| 2010 |
| ---- |
| 849  |

## Известные люди
- Денисов, Григорий Тихонович — Герой Социалистического Труда.